# بخش چهار جراحی
بخش چهار جراحی نام یک مجموعهٔ تلویزیونی ایرانی به نویسندگی «منیرو روانی‌پور» و کارگردانی «مسعود فروتن» است که در سال ۱۳۶۷ ساخته و از شبکه ۲ پخش شد.

## خلاصه داستان
یک بسیجیِ مجروح را به بیمارستانی می‌آورند که در آن، مجموعهٔ گوناگونی از افراد بستری هستند؛ از جمله یک تیمسار ارتشی که منتظر دعوت‌نامه‌ای برای سفر به خارج از کشور است، یک جوان که خودکشی کرده و افراد دیگری که نمایندهٔ شخصیت‌های مختلف اجتماعی هستند. جوان بسیجی با حضور خود در بیمارستان، امید و سرزندگی را به این جمع می‌آورد؛ جمعی که همواره در اندیشهٔ ناکامی‌ها و مصائب زندگی خود هستند. در بخش چهار جراحی این بیمارستان، پرستاری (با بازی فریماه فرجامی) وجود دارد که سخت دل‌بستهٔ شغل خویش است و حضوری فعال و مؤثر در تلطیفِ احساسات و هدایت افکارِ بیماران دارد.

## بازیگران و عوامل تولید

### بازیگران ثابت
- شهلا ریاحی
- ژاله علو
- فریماه فرجامی
- مرتضی ضرابی
- مجید مظفری
- هادی مرزبان
- فرخ نعمتی
- مرتضی احمدی
- آزیتا لاچینی
- معصومه تقی‌پور
- فریبا کوثری
- نرسی گرگیا
- دانیال حکیمی
- کریم اکبری مبارکه
- غلامحسین بهمنیار
- فخرالدین صدیق‌شریف
- محمودرضا بهمن‌پور
- معصومه متینی
- مرتضی فراد
- مجید بهشتی
- اصغر فریدی ماسوله
- پرویز بشردوست
- فریدون کوچکیان
- آرش محمودزاده

### بازیگر میهمان
- حمیده خیرآبادی
- فریده سپاه‌منصور
- جهانگیر الماسی

### عوامل تولید
- کارگردان: مسعود فروتن
- نویسنده: منیرو روانی‌پور
- تصویربردار: مصطفی احمدیان
- تدوین: رضا عسکری
- طراح صحنه و لباس: المیرا صباحی
- موسیقی: فریدون شهبازیان
- مشاور و برنامه‌ریز: فریدون کوچکیان
- چهره پردازان: مرتضی ضرابی، فرزانه نصیری
- منشی صحنه: طیبه کبیری
- عکس: جواد حمیدی‌صفا
- تهیه‌کننده: ابراهیم پورمنصوری
- فرمت پرونده: ویدئویی
- تعداد قسمتها: ۶ قسمت (۲۷۰ دقیقه)
- محصول: گروه فیلم و سریال شبکه ۲
- سال تولید: ۱۳۶۷